# Stadtmitte (Wolfsburg)
Stadtmitte ist der zentrale Stadtteil Wolfsburgs. Hier befinden sich die Haupteinkaufsstraße Porschestraße, das Rathaus und andere zentrale Einrichtungen der Stadt. Eingeschlossen in den heutigen Stadtteil ist auch der frühere Stadtteil Wellekamp. Es handelt sich hier um das Wohngebiet rund um die sogenannten „Höfe“, das um 1940 entstand.
Der Begriff Stadtmitte steht in Wolfsburg auch für die Ortschaft Stadtmitte, zu der neben dem Stadtteil die benachbarten Stadtteile Schillerteich, Steimker Berg, Steimker Gärten, Hellwinkel, Heßlingen, Rothenfelde und Köhlerberg gehören. Politische Vertretung ist der Ortsrat Stadtmitte. Ortsbürgermeister ist Erich Schubert (SPD).
Im Norden der Stadtmitte befindet sich der Hauptbahnhof mit ICE-Anschluss. Direkt gegenüber befand sich bis Ende 2016 der Hauptsitz der Deutschen BKK.

## Geschichte

### Vor der Stadtgründung
Die wüst gefallene Dorfstelle Wellekamp wird im Umfeld der Hohensteine vermutet, sonst war das Gebiet des heutigen Stadtteils Stadtmitte bis zu Beginn des 20. Jahrhunderts nicht bebaut. 1873 wurde die Berlin-Lehrter Eisenbahn eröffnet, die in Ost-West-Richtung durch den heutigen Stadtteil führt.
1911 begann der Bau der Schachtanlage Gewerkschaft Rothenfelde. 1913 begann in ihr die Förderung, sie umfasste Speise- und Kalisalz. Eine Eisenbahnstrecke zweigte von der Strecke Vorsfelde–Fallersleben ab und führte direkt bis zum Bergwerk, die Sohlen reichten bis in eine Tiefe von ungefähr 750 Meter hinab. 1925/26 wurde das Bergwerk aus wirtschaftlichen Gründen stillgelegt, ab 1927 der Förderturm und die oberirdischen Gebäude abgerissen. 1939 wurde der Schacht verfüllt, später wurde die Verfüllung mehrmals ergänzt. Heute befindet sich über dem Schacht das Gelände einer evangelischen Kindertagesstätte, die Straßenbezeichnung Schachtweg erinnert an den Schacht. Über dem Hauptabbaugebiet befindet sich heute eine Kleingartenanlage, auf massive Bebauung wurde auf Grund der Gefahr von Bodensenkungen verzichtet.
1928 wurde der Bahnhof Rothenfelde-Wolfsburg errichtet, er befand sich nördlich des Schachtwegs und blieb bis zur provisorischen Inbetriebnahme des heutigen Bahnhofs 1956 in Betrieb. 1938 wurde der parallel zur Bahnstrecke führende Mittellandkanal eröffnet.

### Stadtgründung und Ausbau

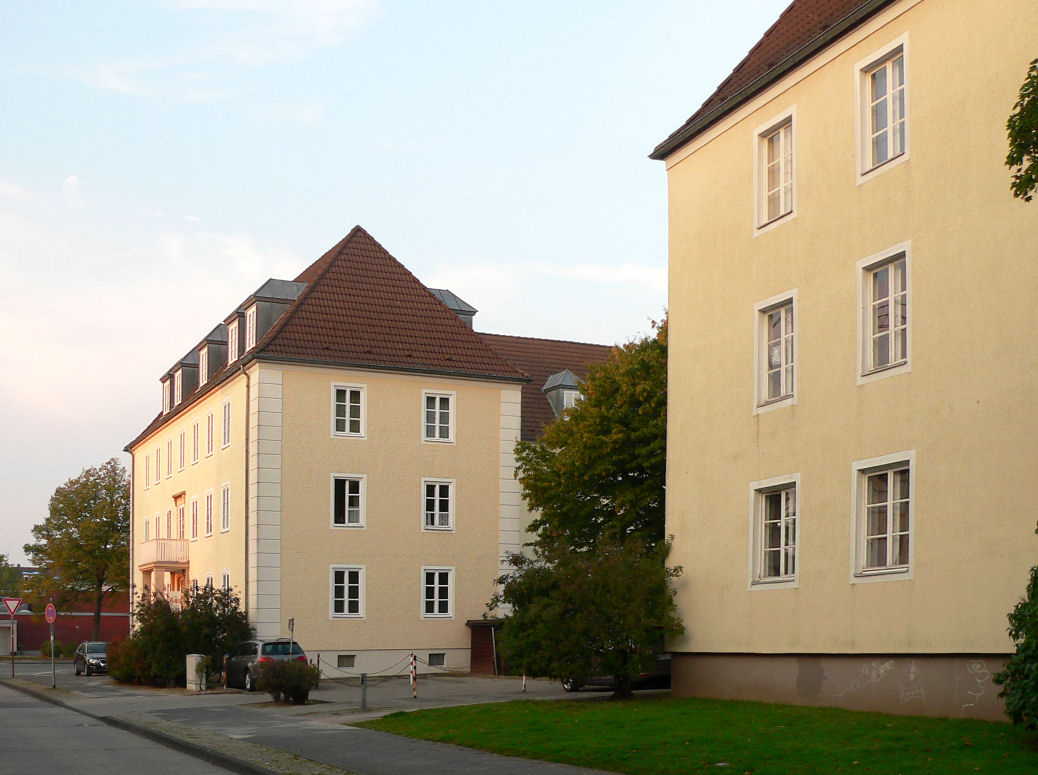
Wohngebäude aus der Zeit um 1940

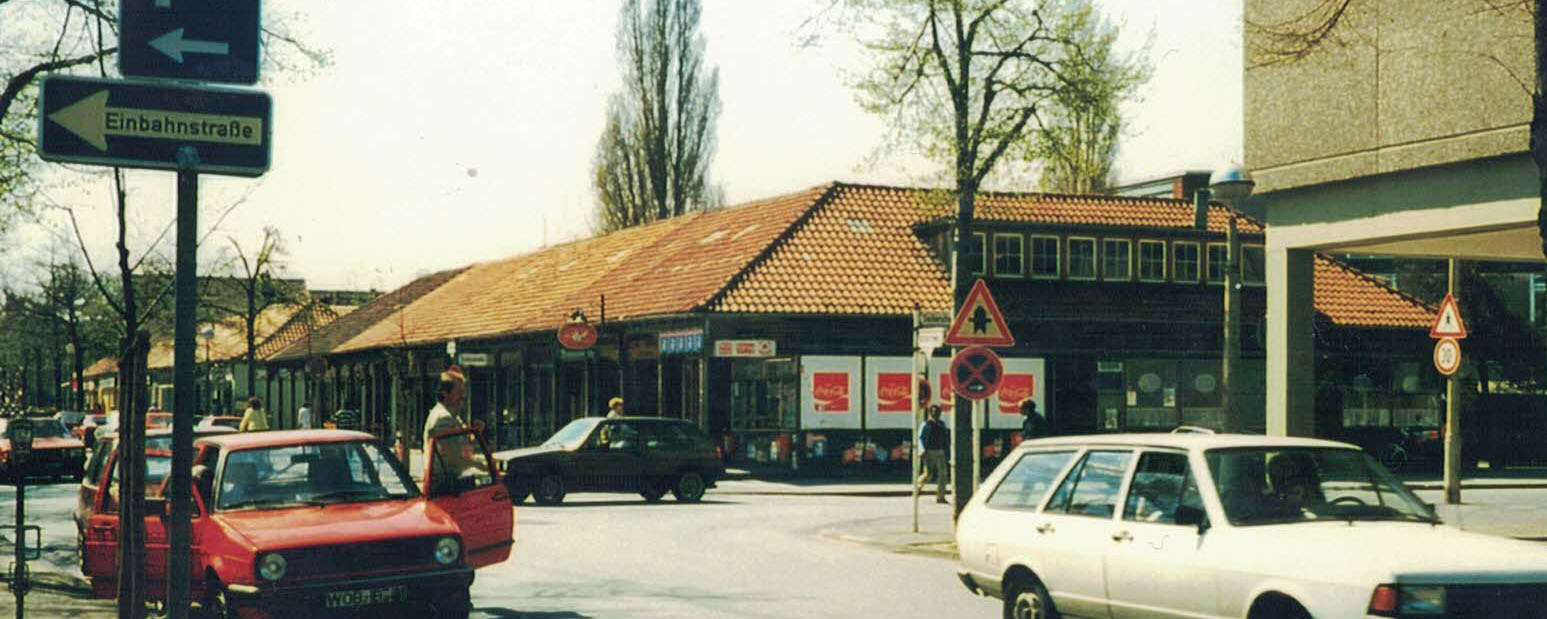
Ladenzeile am Schachtweg aus den Anfangsjahren der Stadt (Aufnahme aus den 1980er Jahren, inzwischen abgerissen)

1938 wurde die Stadt des KdF-Wagens – das heutige Wolfsburg – gegründet. Zu dieser Zeit begann auf dem Gebiet des heutigen Stadtteils Stadtmitte der Bau des Stadtteils Wellekamp, der nach einer wüst gefallenen Ortschaft benannt wurde. Es wurden die Straßen Arndtstraße (heute Lessingstraße), Clausewitzstraße (Kleiststraße), Ludendorffstraße (Heinrich-Heine-Straße), Richthofen- und Moltkestraße (Schillerstraße), Schlieffenstraße (Goethestraße) und ihre Nebenstraßen errichtet. Die Fallersleber Straße (Heinrich-Nordhoff-Straße) bestand bereits vor 1938 als Landstraße. Nördlich der Clausewitzstraße wurden Baracken errichtet, auch öffentliche Einrichtungen wie das Bürgermeisteramt, das Postamt und eine Zweigstelle der Kreissparkasse Gifhorn waren dort in Baracken untergebracht. Im Herbst 1938 wurde die Tullio-Cianetti-Halle eröffnet, und im Sommer 1939 das Ledigenheim an der Schlieffenstraße (heute Wohn- und Pflegeheim). 1941 nahm das Hotel Hohenstein an der Arndtstraße als erster Hotelbau in der neuen Stadt seinen Betrieb auf, 1942 wurden südlich der Ludendorffstraße Schulbaracken errichtet. Etwa Anfang 1942 wurde die Bautätigkeit kriegsbedingt eingestellt. Im März 1943 begann noch der Bau der Goetheschule, er kam aber zunächst über das Kellergeschoss nicht hinaus.
Bereits im April 1945, unmittelbar nach dem Kriegsende in der Stadt des KdF-Wagens, wurden fast alle bereits bestehenden Straßen im Stadtteil umbenannt. Im Mai 1945 brannte die Cianetti-Halle ab. 1947 wurde im damaligen Gebäude der Stadtwerke an der heutigen Kleiststraße die erste Stadthalle eingerichtet. Im November 1948 erzeugte ein Erdfall in der ehemaligen Schachtanlage Rothenfelde eine erdbebenähnliche Erschütterung.
Nach der Währungsreform 1948 wurden neben weiteren Wohngebäuden und Gewerbebetrieben eine große Zahl öffentlicher Gebäude errichtet (genannt ist das Jahr der Einweihung oder Inbetriebnahme): 1949 entstand der Kaufhof, er löste den Schachtweg als Haupteinkaufsstraße ab. Nach der Errichtung der Porschestraße verlor er diese Bedeutung, heute werden viele seiner Ladengeschäfte gastronomisch genutzt.

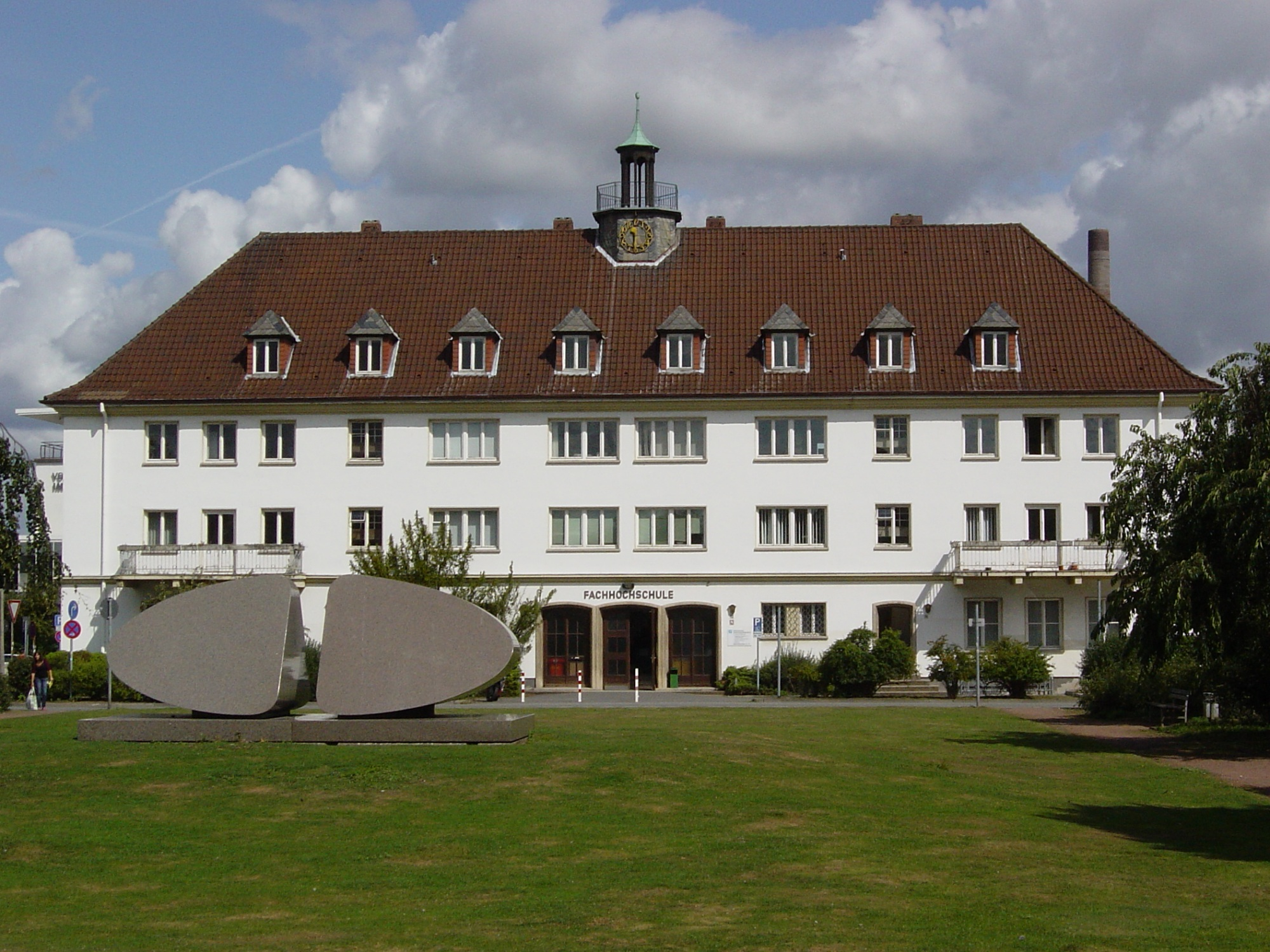
Ehemalige Betriebskrankenkasse

1950 nahm die Betriebskrankenkasse des Volkswagenwerkes ihr Gebäude am Robert-Koch-Platz in Betrieb, es wird heute von einer Fachhochschule genutzt. 1950 eröffnete als erstes Geschäft in der Porschestraße die Buchhandlung Großkopf, auch das Textilgeschäft Haerder gehört zu den ersten Geschäften an der neuen Straße. 1951 wurde die bereits 1943 begonnene Goetheschule nach mehrjähriger Unterbrechung der Bautätigkeit fertiggestellt, ihr ursprünglich geplanter Osttrakt wurde nicht mehr gebaut. Stattdessen wurde in den 1950er Jahren östlich der Schule der Goethepark angelegt. Bereits 1951 wurde im Dachgeschoss der Schule das Heimatmuseum eingerichtet; es blieb dort bis zum Umzug in das Schloss Wolfsburg. Ebenfalls 1951 wurde ein an der Kleiststraße neuerbautes Wohnheim für ledige Mitarbeiter des Volkswagenwerkes eröffnet, und auf dem Platz des heutigen Rathauses entstand eine Rollschuhbahn. 1952 nahm die neuerbaute Berufsschule den Unterricht auf, sie wurde später mehrmals erweitert. 1953 eröffnete das Delphin-Kino und das Hotel Noack, 1954 das Wolfsburger Kaufhaus Schwerdtfeger (WKS) als erstes Kaufhaus, 1955 die Friedenskirche und die Hermann-Löns-Schule, 1956 das neue Hauptpostamt, die Pestalozzischule, das Imperial-Kino und, zunächst in der Kleiststraße, das Kaufhaus Woolworth. Ebenfalls 1956 nahm das Amtsgericht an der Pestalozziallee seinen Betrieb auf, es zog 1987 in den Stadtteil Heßlingen um. 1957 wurde der Bahnhof offiziell eröffnet, und etwa 1957 auch das Europa-Hochhaus erbaut. 1958 folgten Rathaus, Stadthalle und das erste Gewerkschaftshaus. 1959 wurde das von Peter Koller sen. entworfene Arbeitsamt fertiggestellt, das inzwischen abgerissen ist.
1960 wurde das Warenhaus Hertie eröffnet, es bestand bis 2003. 1962 wurde das Kulturzentrum (heute Alvar-Aalto-Kulturhaus) eingeweiht, 1963 das Hallenbad eröffnet und die Stadthalle um den Spiegelsaal erweitert. 1964 eröffnete in der ehemaligen Gaststätte Zum Hanseaten das Centro Italiano, 2003 zog es in den Stadtteil Heßlingen um. 1966 wurden zwei zum Volkswagenwerk führende Fußgängertunnel in Betrieb genommen, zuvor erfolgte der Zugang über Fußgängerbrücken. 1968, dem Todesjahr des VW-Vorstandsvorsitzenden Heinrich Nordhoff, wurde die Fallersleber Straße in Heinrich-Nordhoff-Straße umbenannt.

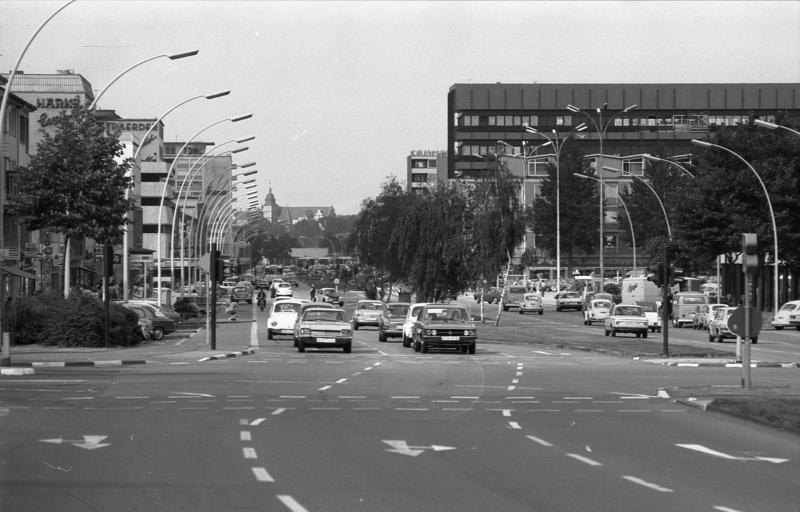
Porschestraße vor dem Bau der Fußgängerzone mit Blick auf das Schloss (1973)

1971 wurde an der Lessingstraße das städtische Jugendgästehaus eröffnet, 1988 übernahm das Deutsche Jugendherbergswerk die Trägerschaft. 1972 wurde die Arche fertiggestellt, sie diente bis 2008 der Industriediakonie und der Martin-Luther-Kirchengemeinde. Heute befindet sich in ihrem Gebäude die Jugendherberge, das Jugendgästehaus wurde abgerissen. 1972 nahm auch das Hotel Holiday Inn (seit 2014 Leonardo) seinen Betrieb auf. 1973 wurden das Theater und das Haerder-City-Center eröffnet. 1975 wurde im ehemaligen Hotel Noack ein Jugendzentrum eröffnet, es wurde Ende der 1980er Jahre für den Bau des Südkopf-Centers abgerissen. 1976 wurde der City-Ring eröffnet, danach entstand von 1977 bis 1980 im mittleren Bereich der Porschestraße eine Fußgängerzone.
1983 wurde das Planetarium eröffnet, 1986 erfolgte der Umbau der Stadthalle zum heutigen CongressPark. In den 1980er Jahren wurde auch der südliche Teil der Porschestraße zu einer Fußgängerzone umgestaltet.
1990 wurde das Südkopf-Center eröffnet, 1994 folgte das Kunstmuseum. 1995 wurde am Nordkopf ein Straßentunnel in Ost-West-Richtung errichtet. Seit 1996 befindet sich im ehemaligen VW-Ledigenheim an der Kleiststraße das Hotel Global Inn.
2000 wurde die Autostadt eröffnet, 2001 das Einkaufszentrum City-Galerie, 2005 folgten das Hospiz und das phæno, und 2007 das heutige Gewerkschaftshaus. 2008 wurde in den Räumen des früheren Möbelgeschäftes von Werner Alsdorff das Sozialkaufhaus Lichtblick eröffnet. 2009 eröffneten die Markthalle in der ehemaligen Hertie-Lebensmittelabteilung (der Rest des Warenhauses wurde abgerissen) sowie die Neue Schule.
2010 erfolgte die Errichtung eines Glasdaches auf dem Hugo-Bork-Platz an der Porschestraße. 2014 begann mit der Entfernung der Bepflanzung im Goethepark der Bau von Wohnhäusern, die bis 2017 fertiggestellt wurden.

## Kultur und Sehenswürdigkeiten
- Autostadt
- phæno
- Kunstmuseum
- Planetarium

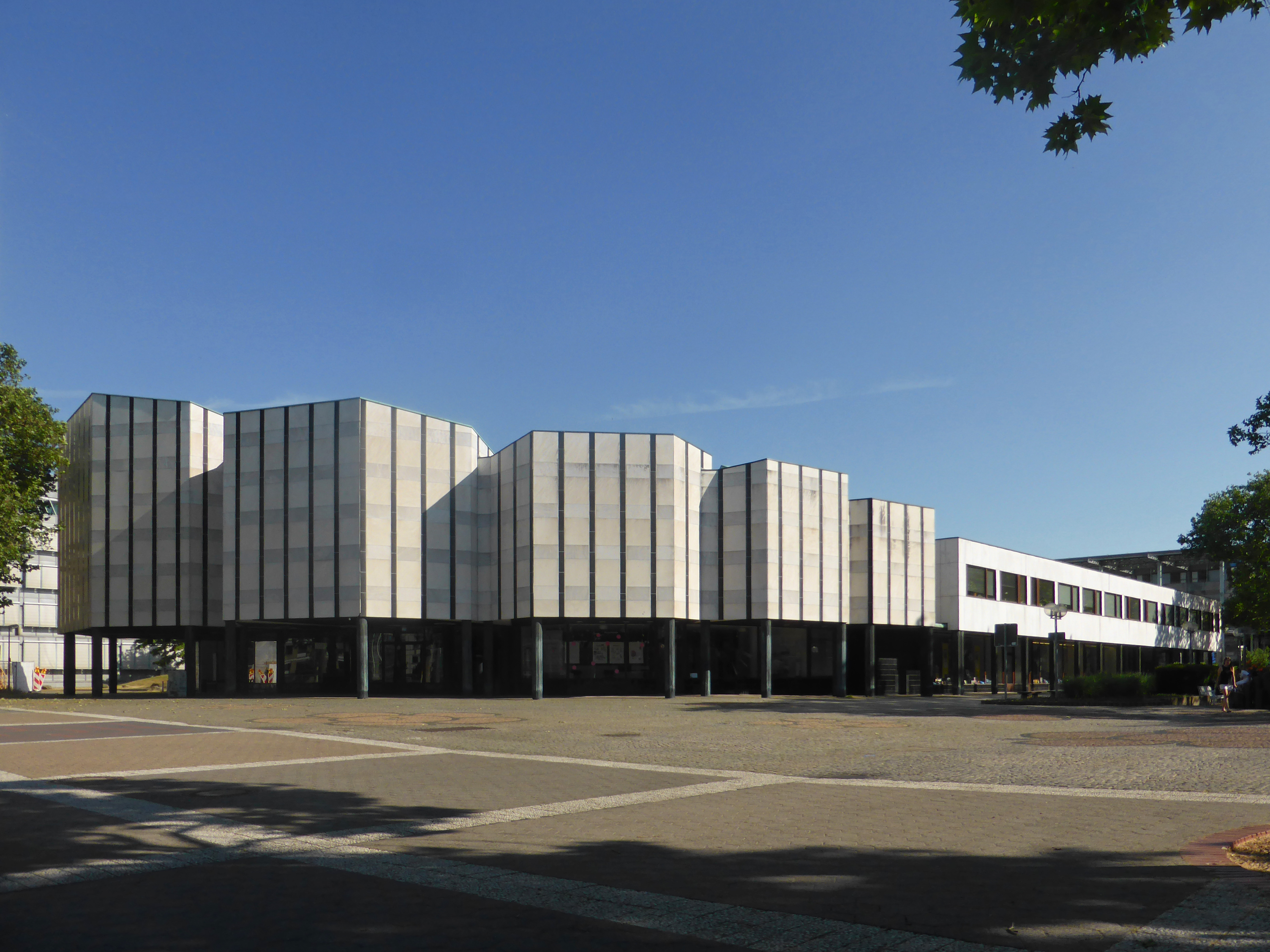
Alvar-Aalto-Kulturhaus

- Alvar-Aalto-Kulturhaus (mit Stadtbibliothek)
- Piazza Italia
- Museumswohnung. In der Schillerstraße 30 wurde 2001 eine 1942 erbaute Mietwohnung auf ihren Originalzustand zurückgebaut und dem Stil der Ursprungszeit entsprechend eingerichtet.

### Kirchen

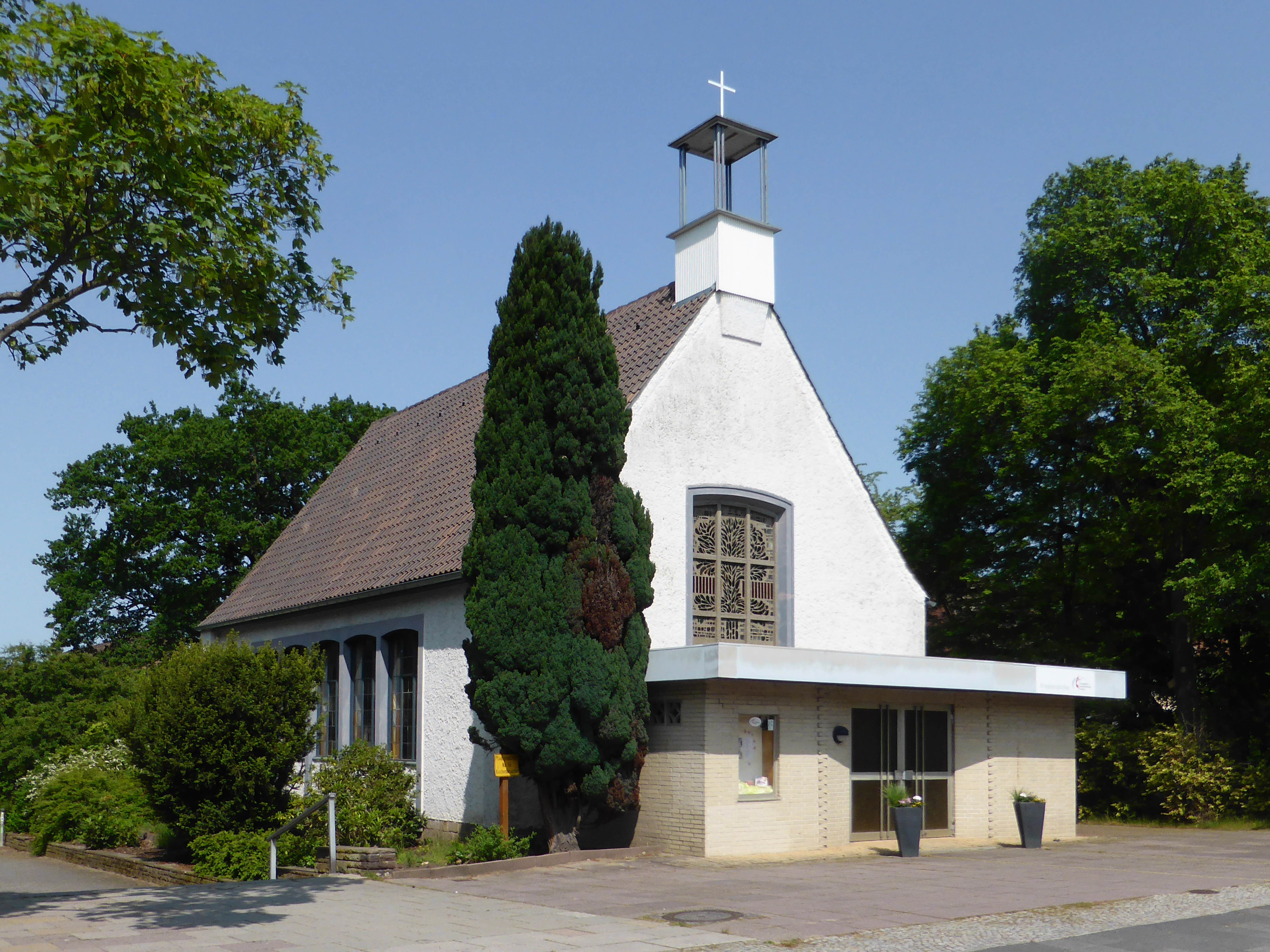
Friedenskirche

- Friedenskirche. Die an der Heinrich-Heine-Straße gelegene evangelisch-methodistische Friedenskirche wurde von der damaligen Evangelischen Gemeinschaft nach Entwürfen der Architekten Guhl und Winter erbaut und am 10. Juli 1955 eingeweiht. Die Gemeinde bildete sich, nachdem ab 1940 Arbeiter methodistischen Glaubens aus dem Erzgebirge, aus Sachsen und aus Posen in die Stadt des KdF-Wagens gezogen waren.[11] 1981 wurde die Kirche um den Vorbau erweitert.[12]

Ehemalige Kirche:
- Arche. 1972 wurde die Arche als Gemeindezentrum der evangelisch-lutherischen Martin-Luther-Gemeinde und als Zentrum der „Industriediakonie“ fertiggestellt. Ab 2006 gehörte sie zur Stadt-Kirchengemeinde, im Januar 2008 wurde sie entweiht. Das Gebäude wird seit 2011 als Jugendherberge genutzt.

### Kunst im Stadtbild

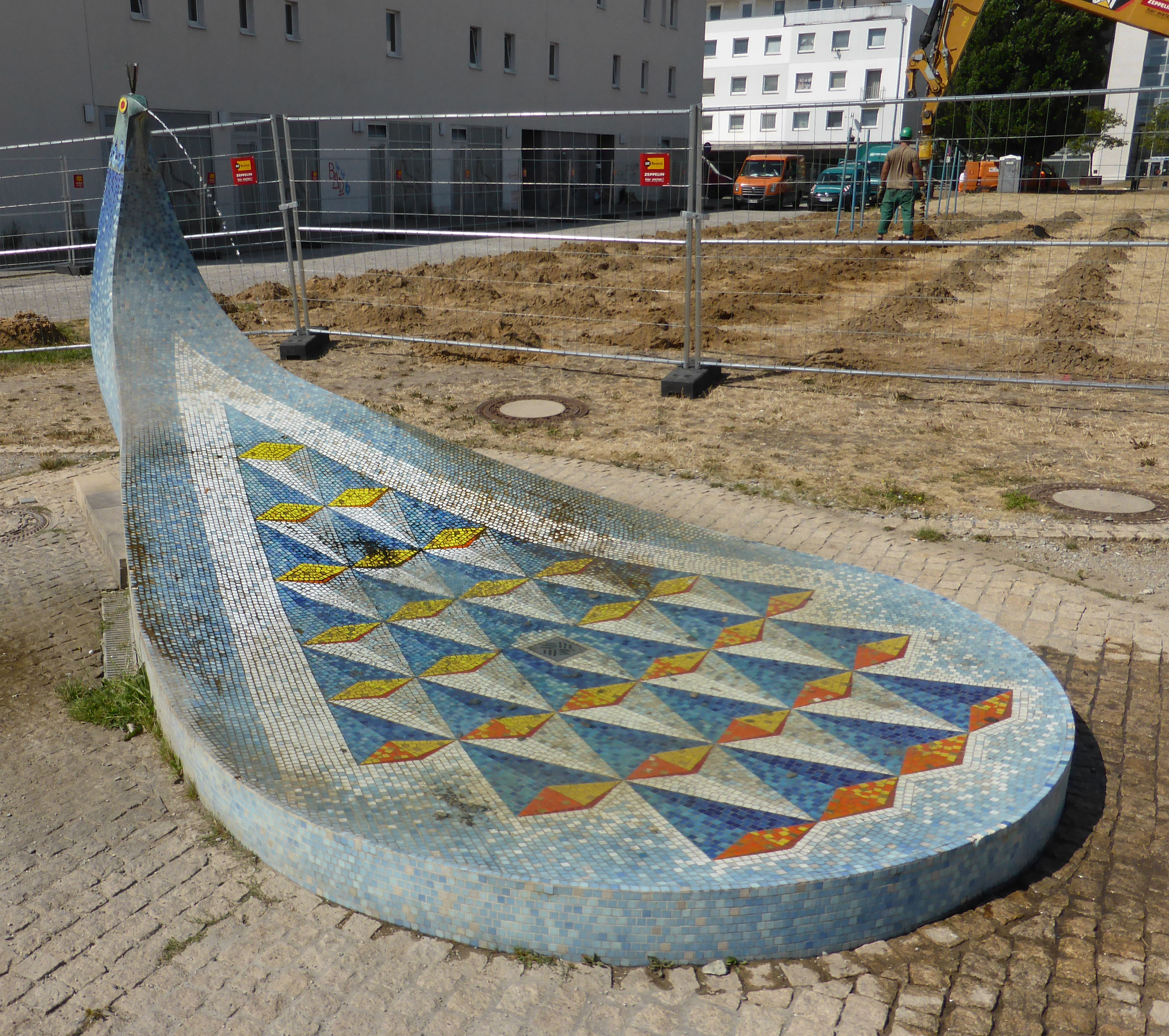
Pfauenbrunnen

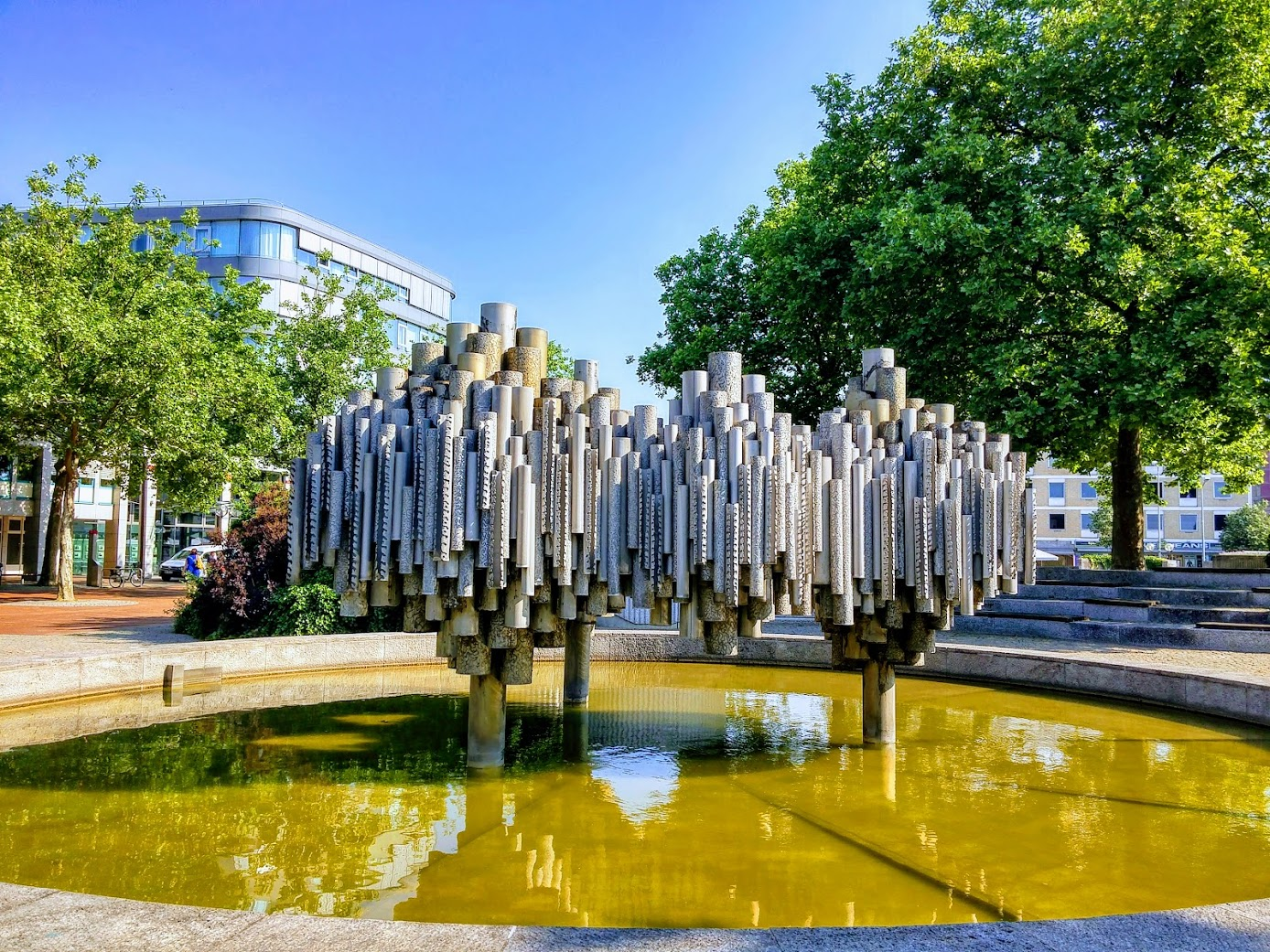
Röhrenbrunnen

- Die Manifestierenden von Tsar – Alvar-Aalto-Kulturhaus, Oberes Foyer
- Noah von Waldemar Otto (Berlin) – Jugendherberge
- Ferdinand Porsche von Knud Knudsen (Bad Nauheim) – Rathausplatz. Die 1952 von der Stadt Wolfsburg erworbene Büste stand zuvor am Großen Schillerteich.[13]
- Vater, Mutter, Kind (1956) von Helmut Gressieker (Hannover) – Goetheschule
- Mädchen mit Zöpfen (1957) von Peter Szaif (Wolfsburg) – Goethepark
- Pfauenbrunnen (1960) von Paul-Kurt Bartzsch (Wolfsburg) – Porschestraße Nord. Der Brunnen stand ursprünglich in der Bahnhofspassage und wurde nach einer Restaurierung 2008 am heutigen Standort wieder aufgestellt.[14]
- Außenwandgestaltung (1962) von Assof und Geitel (Bochum) – Berufsbildende Schulen I
- Lasten und Tragen (1963) von Joseph Henry Lonas (Berlin) – Theater (Parkplatz)
- Plastik (1966) von Maximilian Stark (Gifhorn) – Kulturzentrum Hallenbad
- Seraph 2000 – vegetative Plastik (1977) von Bernhard Heiliger (Berlin) – Theater (Foyer)
- Brunnen (1977) von Rolf Hartmann (Wolfsburg) – Rathausplatz
- Röhrenbrunnen (1977) von Rolf Hartmann (Wolfsburg) – Rathausplatz
- Wolfsgruppe (1981) von Peter Lehmann (Großenkneten) – Fußgängerzone
- Sonnenuhr (1985) von Jochen Kramer (Wolfsburg) – Planetarium
- Rückblick (1988) von Wolfgang Itter (Königslutter) – Robert-Koch-Platz
- Hermes (1995) von Giancarlo Lepore (Italien) – Theater (Hang)
- Drehen und Wenden (1998) von Helmut Machhammer (Wien) – Schillerstraße (Innenhof)
- Early Forms (1997) von Tony Cragg (Wuppertal) – Südkopf Porschestraße
- Billboards (2000) von Julian Opie (London) – Mittellandkanal (Blick auf Autostadt)
- Giraffe von Sina Heffner (Braunschweig) – seit dem 26. Oktober 2009 an der Braunschweiger Straße[15]

## Bildung

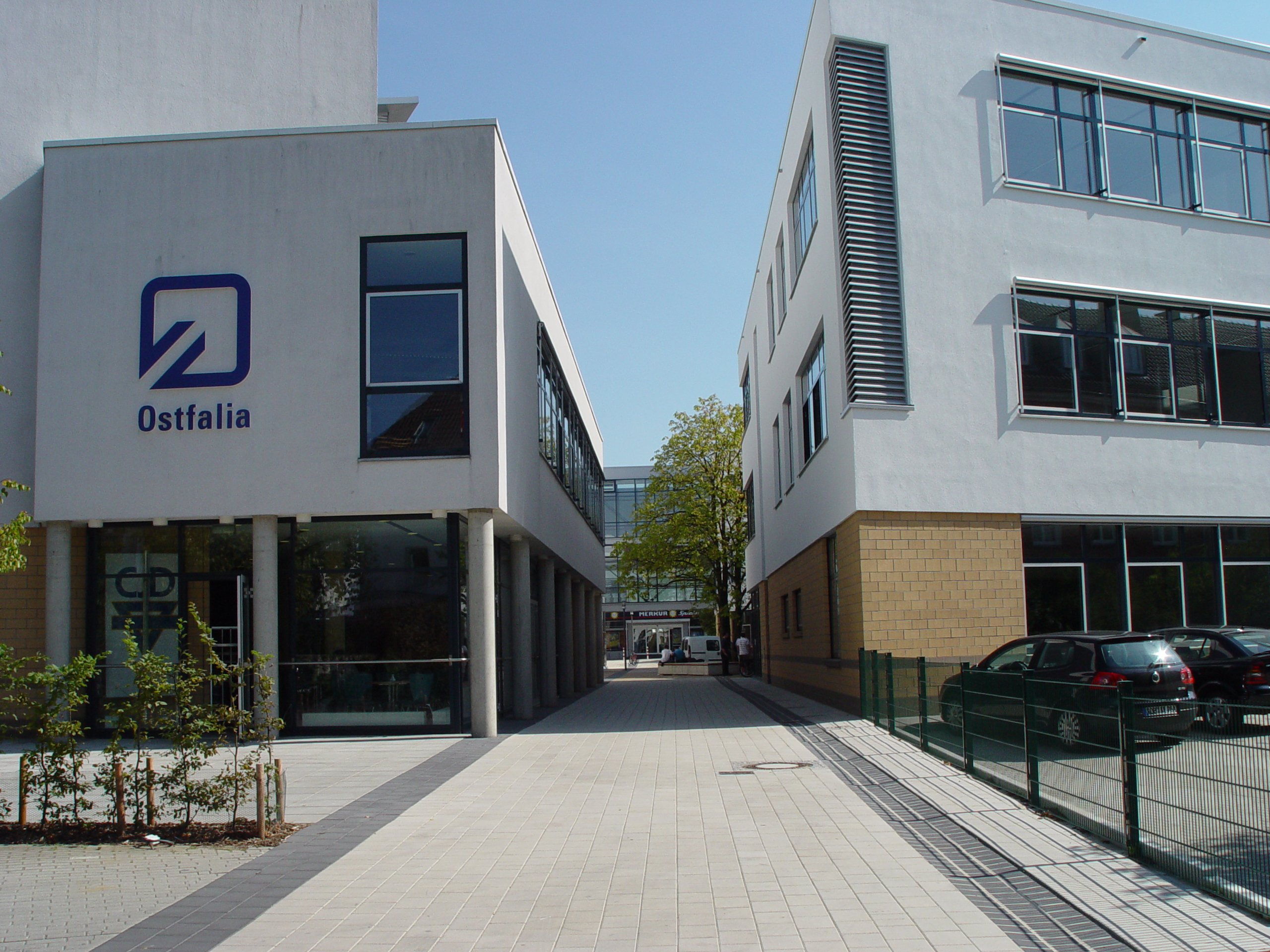
Ostfalia Wolfsburg (Teilansicht)

- Kinder- und Familienzentrum Martin Luther
- Neue Schule Wolfsburg
- Carl-Hahn-Schule (Berufsbildende Schule)
- Berufsbildende Schule 2
- Ostfalia Hochschule für angewandte Wissenschaften
- Musikschule der Stadt Wolfsburg
- Bildungshaus Wolfsburg (Stadtbibliothek und Volkshochschule)